# Conopobathra geraea
Conopobathra geraea là một loài bướm đêm thuộc họ Gracillariidae. Nó được tìm thấy ở Nam Phi và Namibia.